# Giant Gram 2000: All Japan Pro Wrestling 3
Giant Gram 2000: All Japan Pro Wrestling 3 (GIANT GRAM 2000 〜全日本プロレス３栄光の勇者達〜, Giant Gram 2000: Zen Nihon Pro Wres 3 Eikō no Yūshatachi, Giant Gram 2000: All Japan Pro Wrestling 3 - Brave Men of Glory ou Giant Gram 2000: All Japan Pro Wrestling 3 - Heroes of Glory) est un jeu vidéo de combat de type catch sorti en 2000 sur le système d'arcade Naomi, puis porté sur Dreamcast le 10 août 2000. Il a été développé par Sega AM1 et Scarab et édité par Sega.
Le jeu n'est sorti qu'au Japon et fait partie de la série All Japan Pro Wrestling, dont il constitue le troisième et dernier volet après Giant Gram: All Japan Pro Wrestling 2.
Giant Gram 2000: All Japan Pro Wrestling 3 est sponsorisé par la fédération de puroresu All Japan Pro Wrestling mais contrairement à ses prédécesseurs, il ne comporte aucun personnage issu de la franchise Virtua Fighter.